# Clive Clerk
Clive Clerk (Trinidad, 17 ottobre 1945 – Los Angeles, 22 giugno 2005) è stato un attore, ballerino e pittore statunitense.

## Carriera
Nato a Trinidad (Bolivia), si trasferì in Canada da bambino e poi a New York una volta compiuti i diciotto anni. Qui intraprese una carriera da attore che lo vide interpretare con successo i ruoli di Larry e Zach nel musical A Chorus Line a New York (1975), e nei tour statunitensi e internazionali (1976). Dopo il successo di A Chorus Line, Clive Clerk cambiò il nome in Clive Wilson e si trasferì in California, dove cominciò a dipingere quadri astratti esposti in diverse gallerie di Los Angeles e New York.
Apertamente gay, ebbe una relazione con l'attore e scrittore Tom Tryon.

## Filmografia

### Cinema
- Non mandarmi fiori! (Send Me No Flowers), regia di Norman Jewison (1964)
- Erasmo il lentigginoso (Dear Brigitte), regia di Henry Koster (1965)

### Televisione
- Mr. Novak – serie TV, 1 episodio (1965)
- Convoy – serie TV, episodio 1x11 (1965)
- Il virginiano (The Virginian) – serie TV, episodio 4x24 (1966)
- Il tempo della nostra vita (Days of Our Lives) – soap opera, 1 episodio (1966)
- Le spie (I Spy) – serie TV, episodio 2x07 (1966)
- La pattuglia del deserto (The Rat Patrol) – serie TV, 1 episodio (1968)
- Ai confini dell'Arizona (The High Chaparral) – serie TV, episodio 2x01 (1968)
- Reporter alla ribalta (The Name of the Game) – serie TV, 1 episodio (1968)
- Al banco della difesa (Judd for the Defense) – serie TV, 1 episodio (1969)